# MMA (assurance)
Pour les articles homonymes, voir MMA.
MMA, anciennement Les Mutuelles du Mans Assurances, est un groupe d'assurance mutuelle française, dont le siège est au Mans, dans la Sarthe.
Avec la MAAF et GMF, MMA est une des trois marques constituantes de Covéa, une SGAM (Société de groupe d’assurance mutuelle).

## Chiffres clés[1]
- 7 500 salariés en France (hors agents généraux et collaborateurs d'agents) ;
- 1 500 agents généraux
- 1 864 points de vente ;
- 3,1 millions de clients ;

- 1,6 million d'habitations assurées ;
- 2,9 millions de véhicules assurés ;
- plus de 630 000 contrats professionnels et entreprises ;
- 370 contrats affinitaires ;

## Historique
En 1828, l'avocat Louis Basse, futur maire du Mans et député de la Sarthe, crée la Mutuelle immobilière du Mans. Son idée est d'assurer contre le feu tous les biens immobiliers sur une base mutualiste. En 1842, Louis Basse poursuit son idée et crée une 2e : la Mutuelle mobilière du Mans, qui se développe sous l'impulsion de son premier directeur, Jérémie Singher. En 1883 : Jean-Marie Lelièvre, avoué plaidant à Mamers, possède une masse importante de dossiers précieux et archives notariées qu'il souhaite assurer contre l'incendie. Il cherche alors une société qui veut bien l'assurer sans succès. Il décide alors de créer sa propre société : la Mutuelle générale française accidents (MGFA). En 1884, les trois mutuelles du Mans se rapprochent en faisant administrateurs communs. 
En 1898, la loi qui instaure la responsabilité patronale en cas d'accident du travail est votée. C'est la MGF qui, grâce à sa bonne santé financière, peut et va accueillir cette nombreuse et nouvelle clientèle. 
En 1917, Georges Durand, cofondateur de l'Automobile Club de l'Ouest et des 24 Heures du Mans, crée la Défense automobile et sportive, la DAS. Il veut apporter une réponse au souci naissant de l'époque : les dangers de la circulation routière. Un groupe commence à naître et en 1918, Gustave Singher invente la nouvelle Mutuelle du Mans qui en 1923 regroupe les trois autres Mutuelles sous le nom de Mutuelle du Mans incendie. 
En 1920, Auguste Salmon, directeur général de la MGFA, fonde la Mutuelle générale française Vie : MGF Vie, prévue dans les statuts de la MGF lors de sa création mais qui, pour des raisons financières, avait été retardée. Cette nouvelle entreprise à l'ambition de « grouper les forces de la mutualité » et, dès 1925, elle se classe 4e des sociétés Vie françaises. En 1922, le Groupe des Mutuelles du Mans voit le jour : toutes les sociétés signent un accord de non concurrence, d'entraide et d'organisation commune de leurs agences. 
En 1946, les MGFA et MGF Vie sont nationalisées selon la loi du 29 avril votée en moins d'une semaine. Selon le rapporteur général de l'époque, l'objectif est de « soustraire l'industrie de l'assurance aux influences financières et de restituer à l'assurance son véritable caractère de service public ». La DAS reste associée aux deux autres Mutuelles grâce à leurs administrateurs communs.
En 1969, l'assurance maladie devient alors obligatoire. Dans cet environnement, la MGF engage une politique de réimplantation et d'urbanisation de son réseau. Une convention est signée entre la MGFA, la MGF Vie et la Mutuelle du Mans Incendie. Cette convention est l'acte de naissance officiel du Groupe des Mutuelles du Mans. En 1971, une convention permet à la DAS de rejoindre officiellement le Groupe des Mutuelles du Mans et son GIE. 
En 1987, les MGF sont privatisées et la Mutuelle du Mans Incendie est absorbée par la MGFA, ce qui permet la naissance du Groupe des Mutuelles du Mans Assurances avec ses trois entités actuelles : Mutuelle du Mans IARD, Mutuelle du Mans Vie, DAS.
En 2001, trois sociétés d'assurance spécialisées sont lancées : Quatrem Assurances Collectives avec Médéric dans le secteur des Assurances Collectives, Covéa Fleetc avec MAAF et la DAS pour les flottes automobiles, Covéa Risks pour le courtage.
En 2002, MMA rachète les activités françaises de Winterthur dont les 250 agences prennent les couleurs MMA le 1er janvier 2003. 
En 2003, MAAF et MMA se regroupent pour créer Covéa. En 2005, le groupe Azur-GMF entre dans Covéa. Par la suite, le groupe Azur et MMA fusionnent étant donné que toutes les deux sont des mutuelles avec intermédiaires (contrairement à la GMF et à MAAF Assurances) et cela en vue d'augmenter la force des deux entreprises sur le secteur notamment en termes de couverture du territoire.
En 2007, MMA confie la gestion des prestations d'assistance à Fidelia. Le 26 novembre 2007, l'entreprise signe un accord de  naming en France pour un stade qui prendra le nom de MMArena. Après le lancement de MMA Pro pour les professionnels, la nouvelle offre MMAgri destinée au marché agricole est lancée. MMA Entreprise voit aussi le jour avec une identité spécifique valorisant l’expertise de MMA sur ce marché.
En 2008, MMA Cap est créé à la suite de la fusion des activités vie MMA & Azur : ce réseau commercial est spécialisé en épargne et prévoyance (assurance-vie, capitaux en cas de décès, couverture invalidité, etc.)
En juin 2010, MMA cède ses parts de QUATREM Assurances Collectives au groupe Malakoff Médéric.
En juillet 2011, l'institution de prévoyance Apgis rejoint le groupe Covéa, qui annonce en septembre la création d'une nouvelle direction, nommée Covéa Santé & Prévoyance, pour réunir sous une même autorité les directions santé-prévoyance des mutuelles Maaf, MMA, et Gmf. 
En juillet 2020, MMA a été touchée par une cyberattaque de grande ampleur. 

## Identité visuelle (logo)

Ancien logo des Mutuelles du Mans dans les années 1970 au 31 octobre 1988.
Ancien logo des Mutuelles du Mans du 1er novembre 1988 au 30 avril 1990.
Ancien logo des Mutuelles du Mans du 1er mai 1990 au 29 mai 1999.
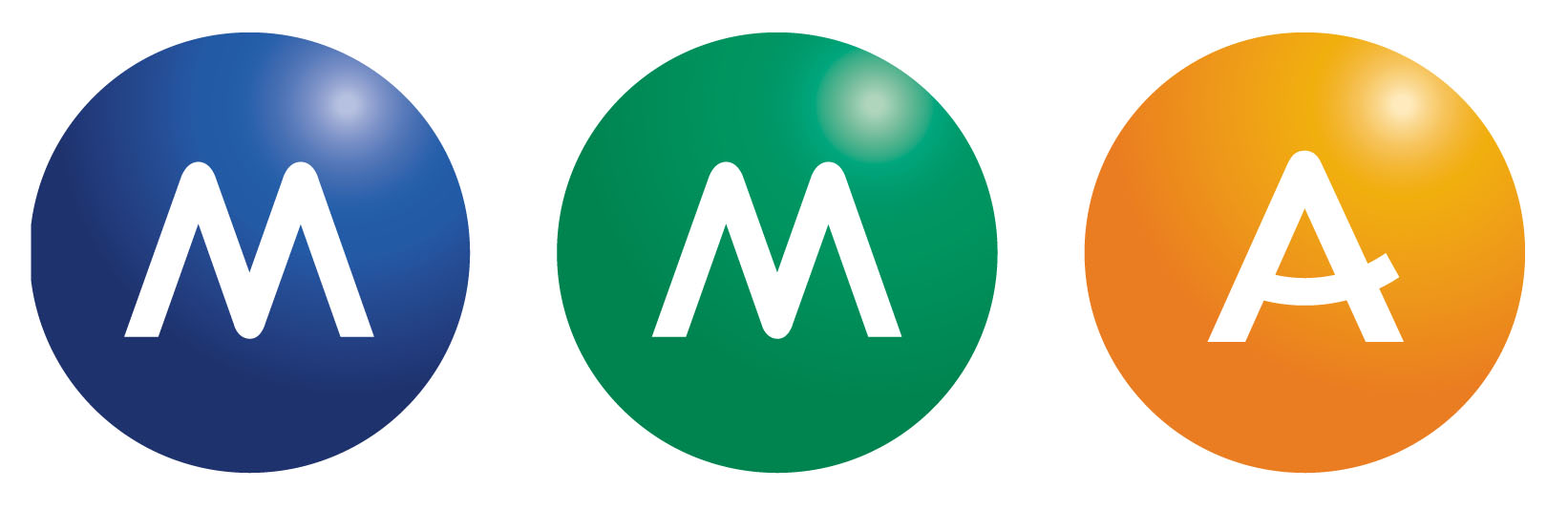
Logo actuel de MMA depuis le 30 mai 1999.

### Slogans
- Du 1er avril 1987 au 19 septembre 1992 : « Le capital confiance[4] »
- Du 20 septembre 1992 au 29 mai 1999 : « L'autre logique de l'assurance [4] »
- Depuis le 30 mai 1999 : « Zéro tracas, zéro blabla, MMA ! »
- Du 30 mai 1999 au 25 août 2011 : « C'est le bonheur assuré ! »
- Du 26 août 2011 au 20 janvier 2016 : « Premier réseau social d’assurances »
- Du 21 janvier 2016 au 1er janvier 2024 : « Entrepreneurs d’assurances »[5]
- Depuis le 2 janvier 2024 : « C'est décidé, c'est MMA ! »

## Organisation
Depuis sa création, elle se fonde sur un mode de fonctionnement mutualiste : une assemblée générale de représentants élus par des clients sociétaires a pour charge de nommer le conseil d'administration, d'approuver les comptes et de valider les grandes orientations de la mutuelle. 
Le siège social est situé au Mans, dans le Quartier Californie. MMA avait un siège historique dans la Tour Émeraude au centre-ville du Mans de 1976 à 2006. Elle a ensuite délocalisé ses bureaux au quartier Novaxis, le centre d'affaires du Mans. Aujourd'hui les 4 sites principaux sont Le Mans, Chartres, Paris et Strasbourg.

## Syndicat professionnel
Le groupe MMA est adhérent aux organisations sectorielles suivantes :
- AMICE (Association of Mutual Insurers and Insurance Cooperatives in Europe) ou  Association des assureurs mutuels et des coopératives d’assurance en Europe, instance représentative née en 2008 de la fusion de l'AISAM et L'ACME
- FFA (Fédération française des sociétés d'assurances), qui réunit sociétés anonymes, sociétés d'assurance mutuelle et succursales de sociétés étrangères pratiquant l'assurance et la réassurance.

## Controverses

### Abus de biens sociaux
L'ancienne direction des MMA est poursuivie en 2000 pour abus de biens sociaux en raison d'investissements jugés douteux à Paris comme en Italie,.

### Emprunt non remboursé
Le Canard enchaîné indique en septembre 2017 que les clients et sociétaires des Mutuelles du Mans ont souscrit, entre 1972 et 1988, un emprunt forcé auprès de la mutuelle à hauteur de 260 millions d'euros. Cet emprunt qui atteint avec intérêts en 2017 les 350 millions d'euros n'aurait pas été remboursé, car « MMA n'était débiteur d'aucune obligation d'information à l'égard des sociétaires ayant souscrit au fonds social », selon une note interne aux MMA. Cette même note conclurait que, le délai de prescription de la dette ayant été ramené de 30 à 5 ans en 2008, « MMA n'a fait qu'appliquer les règles de la prescription pour s'approprier « légitimement » ces sommes ».

### Retards de paiement
En mai 2019 MMA se voit infliger une amende d'un demi-million d'euros pour retards de paiement.